# Perityle vaseyi
Perityle vaseyi là một loài thực vật có hoa trong họ Cúc. Loài này được J.M.Coult. mô tả khoa học đầu tiên năm 1890.